# Fisher Stevens
Fisher Stevens (nacido como Steven Fisher; Chicago, 27 de noviembre de 1963) es un actor, productor y director de cine estadounidense.

## Filmografía

### Como director y productor
| Año       | Título                                                             | Notas                                      | Director | Productor |
| --------- | ------------------------------------------------------------------ | ------------------------------------------ | -------- | --------- |
| 1995      | Call of the Wylie                                                  |                                            | Sí       | No        |
| 1996      | Phinehas                                                           |                                            | Sí       | No        |
| 1998–1999 | Early Edition                                                      | 2 episodios                                | Sí       | No        |
| 2000      | Sam the Man                                                        |                                            | No       | Sí        |
| 2001      | The Château                                                        |                                            | No       | Sí        |
| 2001      | Piñero                                                             |                                            | No       | Sí        |
| 2002      | Just a Kiss                                                        |                                            | Sí       | No        |
| 2002      | Swimfan                                                            |                                            | No       | Sí        |
| 2003      | Uptown Girls                                                       |                                            | No       | Sí        |
| 2004      | Yes                                                                |                                            | No       | Sí        |
| 2005      | Slow Burn                                                          |                                            | No       | Sí        |
| 2006      | A Prairie Home Companion                                           |                                            | No       | Sí        |
| 2006      | Once in a Lifetime: The Extraordinary Story of the New York Cosmos |                                            | No       | Sí        |
| 2006      | Wedding Daze                                                       |                                            | No       | Sí        |
| 2007      | Crazy Love                                                         | Codirector                                 | Sí       | Sí        |
| 2007      | Meet Bill                                                          |                                            | No       | Sí        |
| 2007      | Feast of Love                                                      |                                            | No       | Sí        |
| 2007      | Awake                                                              |                                            | No       | Sí        |
| 2008      | The Midnight Meat Train                                            |                                            | No       | Sí        |
| 2009      | The Grean Teem                                                     |                                            | No       | Sí        |
| 2009      | Balls Out: Gary the Tennis Coach                                   |                                            | No       | Sí        |
| 2009      | Tenderness                                                         |                                            | No       | Sí        |
| 2009      | The Cove                                                           |                                            | No       | Sí        |
| 2010–2011 | John Leguizamo - Ghetto Klown                                      | Obra de teatro de Broadway (marzo de 2011) | Sí       | No        |
| 2011      | Blank City                                                         |                                            | No       | Sí        |
| 2011      | Hollywood Renegade                                                 |                                            | No       | Sí        |
| 2011      | Bad Trip                                                           |                                            | No       | Sí        |
| 2011      | Mission Blue                                                       |                                            | No       | Sí        |
| 2012      | Stand Up Guys                                                      |                                            | Sí       | No        |
| 2012      | Beware of Mr. Baker                                                |                                            | No       | Sí        |
| 2015      | Racing Extinction                                                  |                                            | No       | Sí        |
| 2016      | Before the Flood                                                   |                                            | Sí       | Sí        |
| 2016      | Bright Lights: Starring Carrie Fisher and Debbie Reynolds          |                                            | Sí       | No        |
| 2016      | Sky Ladder: The Art of Cai Guo-Qiang                               |                                            | No       | Sí        |
| 2019      | And We Go Green                                                    |                                            | Sí       | No        |
| 2020      | Tiger King                                                         |                                            | No       | Sí        |
| 2021      | Palmer                                                             |                                            | Sí       | No        |

### Cine
| Año  | Título                          | Personaje              | Notas        |
| ---- | ------------------------------- | ---------------------- | ------------ |
| 1981 | The Burning                     | Woodstock              |              |
| 1983 | Baby It's You                   | Director de escena     |              |
| 1984 | The Brother from Another Planet | Mago de las cartas     |              |
| 1984 | The Flamingo Kid                | "Hawk" Ganz            |              |
| 1985 | My Science Project              | Vince Latello          |              |
| 1986 | Short Circuit                   | Ben Jabituya           |              |
| 1986 | The Boss' Wife                  | Carlos Delgado         |              |
| 1988 | Short Circuit 2                 | Ben Jahveri            |              |
| 1989 | Bloodhounds of Broadway         | Harry "Hotfoot Harry"  |              |
| 1990 | Point of View                   | Intérprete             |              |
| 1990 | Reversal of Fortune             | David Marriott         |              |
| 1991 | The Marrying Man                | Sammy                  |              |
| 1991 | Mystery Date                    | Dwight                 |              |
| 1992 | Lift                            | Joe                    | Cortometraje |
| 1992 | Bob Roberts                     | "Rock" Bork            |              |
| 1992 | Hero                            | Director del Canal 4   | Cameo        |
| 1993 | When the Party's Over           | Alexander              |              |
| 1993 | Super Mario Bros                | Iggy                   |              |
| 1994 | Nina Takes a Lover              | Paulie                 |              |
| 1994 | Only You                        | Larry                  |              |
| 1995 | Cold Fever                      | Jack                   |              |
| 1995 | Hackers                         | "La plaga"             |              |
| 1996 | The Pompatus of Love            | Estrella de sitcom     |              |
| 1997 | Cuatro días de septiembre       | Mowinkel               |              |
| 1999 | Taxman                          | Kenneth Green          |              |
| 1999 | The Tic Code                    | Morris                 |              |
| 2000 | Sam the Man                     | Sam Manning            |              |
| 2000 | Lisa Picard Is Famous           | Él mismo               |              |
| 2001 | 3 A. M.                         | Haplin                 |              |
| 2001 | Prison Song                     | Fiscal                 |              |
| 2001 | Piñero                          | Cajero de teatro       |              |
| 2002 | Undisputed                      | James "Ratbag" Kroycek |              |
| 2003 | Kill the Poor                   | Stuffed Shirt          |              |
| 2003 | Uptown Girls                    | Él mismo               |              |
| 2003 | Anything Else                   | Administrador          |              |
| 2003 | Easy Six                        | Oficial Donny          |              |
| 2003 | Reply                           | Blu                    | Papel de voz |
| 2004 | On the Couch                    | Gary                   | Cortometraje |
| 2005 | Factotum                        | Manny                  |              |
| 2005 | Undiscovered                    | Garret Schweck         |              |
| 2005 | Slow Burn                       | Alan Turlock           |              |
| 2006 | Kettle of Fish                  | Bruce                  |              |
| 2007 | Red Angel                       | David                  | Cortometraje |
| 2007 | Awake                           | Dr. Puttnam            |              |
| 2010 | Fake                            | Tom Kozinski           |              |
| 2010 | Rio Sex Comedy                  | Fish / Guía turístico  |              |
| 2010 | Rising Stars                    | Mo                     |              |
| 2010 | The Experiment                  | Archaleta              |              |
| 2010 | Henry's Crime                   | Vibras de Eddie        |              |
| 2012 | One for the Money               | Morty Beyers           |              |
| 2012 | LOL: Laughing Out Loud          | Roman                  |              |
| 2013 | Movie 43                        | Vrankovich / Minotauro |              |
| 2014 | The Grand Budapest Hotel        | M. Robin               |              |
| 2014 | Mission Blue                    | Él mismo               | Documental   |
| 2014 | United Passions                 | Carl Hirschmann        |              |
| 2016 | Hail, Caesar!                   | Escritor comunista     |              |
| 2018 | Isle of Dogs                    | Scrap                  | Papel de voz |
| 2019 | Motherless Brooklyn             | Lou                    |              |
| 2021 | Palmer                          | Voces adicionales      |              |
| 2021 | The French Dispatch             | Asesor legal           |              |
| 2023 | Asteroid City                   | TBA                    |              |

### Televisión
| Año       | Título                            | Personaje                 | Notas                                                  |
| --------- | --------------------------------- | ------------------------- | ------------------------------------------------------ |
| 1980      | One Life to Live                  | Desconocido               |                                                        |
| 1983      | Ryan's Hope                       | Henry Popkin              |                                                        |
| 1984      | CBS Schoolbreak Special           | Gary Gordon               | Temporada 1, episodio 4                                |
| 1986      | Tall Tales & Legends              | Jefe indio                | Episodio: "Ponce de Leon"                              |
| 1989      | Columbo                           | Alex Brady                | Episodio: "Murder, Smoke and Shadows"                  |
| 1990      | The Young Riders                  | "Bulldog"                 | Episodio: "Bull Dog"                                   |
| 1991      | General Motors Theatre            | Wally Zuckerman           | Episodio: "It's Called the Sugar Plum"                 |
| 1993      | Key West                          | Seamus O'Neill            | 13 episodios                                           |
| 1995      | Friends                           | Roger                     | Episodio: "The One with the Boobies"                   |
| 1995      | Homicide: Life on the Street      | Jonathan Heine            | Episodio: "Autofocus"                                  |
| 1995      | Law & Order                       | Ross Fineman              | Episodio: "Angel"                                      |
| 1996      | The Right To Remain Silent        | Dale Meyerson             | Película para televisión                               |
| 1996–2000 | Early Edition                     | Chuck Fishman             | 48 episodios                                           |
| 2000      | The Hunger                        | Max Armstrong             | Episodio: "The Suction Method"                         |
| 2001      | Frasier                           | Dr. Sheldon Morey         | Episodio: "The Wizard and Roz"                         |
| 2001      | 100 Centre Street                 | Ben Berkowitz             | Episodio: "Queenie's Running"                          |
| 2001      | Jenifer                           | Dr. Aaron Sanders         | Película para televisión                               |
| 2002      | Is It College Yet?                |                           | Papel de voz Película para televisión                  |
| 2002      | Hack                              | Donnie Franco             | Episodio: "Favors"                                     |
| 2003      | The Lives They Lived              | Narrador                  | Película para televisión                               |
| 2004      | Hope & Faith                      | Nick Spinelli             | Episodio: "The Diner Show"                             |
| 2004      | Dr. Vegas                         | Charlie                   | Episodio: "Dead Man, Live Bet"                         |
| 2004–2007 | Law & Order: Criminal Intent      | Intérprete                | 2 episodios                                            |
| 2008      | It's Always Sunny in Philadelphia | Lyle Korman               | Episodio: "Paddy's Pub: The Worst Bar in Philadelphia" |
| 2008–2010 | Lost                              | George Minkowski          | 6 episodios                                            |
| 2009      | Medium                            | Neal Greybridge           | Episodio: "Medium is the Message"                      |
| 2009      | Numb3rs                           | John Buckley              | 2 episodios                                            |
| 2009      | The Grean Teem                    | Jack Fisher               | Película para televisión                               |
| 2010      | Ugly Betty                        | Sr. Z                     | Episodio: "Back in her Place"                          |
| 2010      | The Mentalist                     | Tolman Bunting            | Episodio: "18-5-4"                                     |
| 2011      | Californication                   | "Zig" Semetauer           | Episodio: "Monkey Business"                            |
| 2011      | Damages                           | Terapista                 | 4 episodios                                            |
| 2012–2016 | Law & Order: Special Victims Unit | Alvin Gilbert / Ted Scott | 2 episodios                                            |
| 2015      | Elementary                        | Marty Ward                | Episodio: "Under My Skin"                              |
| 2015–2021 | The Blacklist                     | Marvin Gerard             | 9 episodios                                            |
| 2016      | The Night Of                      | Saul, el farmacista       | 3 episodios                                            |
| 2017      | Red Oaks                          | Jerry                     | Episodio: "Summer in the City"                         |
| 2017      | Vice Principals                   | Brian Biehn               | 4 episodios                                            |
| 2017–2020 | The Good Fight                    | Gabriel Kovac             | 3 episodios                                            |
| 2019–2023 | Succession                        | Hugo Baker                | Personaje recurrente; 24 episodios                     |

## Premios y distinciones
Premios Óscar
| Año  | Categoría              | Película | Resultado |
| ---- | ---------------------- | -------- | --------- |
| 2010 | Mejor documental largo | The Cove | Ganador   |

| Año  | Ceremonia                                 | Premio                                          | Trabajo nominado                                          | Resultado |
| ---- | ----------------------------------------- | ----------------------------------------------- | --------------------------------------------------------- | --------- |
| 2012 | Premios Primetime Emmy                    | Outstanding Documentary Series                  | American Masters                                          | Nominado  |
| 2016 | Premios Primetime Emmy                    | Exceptional Merit in Documentary Filmmaking     | Racing Extinction                                         | Nominado  |
| 2016 | Festival Internacional de Cine de Toronto | People's Choice Award                           | Before the Flood                                          | Nominado  |
| 2016 | Festival de Cannes                        | Golden Eye                                      | Bright Lights: Starring Carrie Fisher and Debbie Reynolds | Nominado  |
| 2017 | Premios Primetime Emmy                    | Exceptional Merit in Documentary Filmmaking     | Bright Lights: Starring Carrie Fisher and Debbie Reynolds | Nominado  |
| 2017 | Premios Primetime Emmy                    | Outstanding Directing for a Documentary Program | Bright Lights: Starring Carrie Fisher and Debbie Reynolds | Nominado  |
| 2020 | Premios Primetime Emmy                    | Outstanding Documentary or Nonfiction Series    | Tiger King                                                | Nominado  |